# 野口順平
野口 順平（のぐち じゅんぺい、2002年4月14日 - ）は、ジャパンラグビーリーグワンの日野レッドドルフィンズに所属しているラグビーユニオン選手。

## 略歴
2017年、中3の時に第8回全国中学生ラグビーフットボール大会（太陽生命カップ）に東京都中学校代表として出場した。
東京高等学校の2年時に、花園（全国高等学校ラグビーフットボール大会）に先発10番で出場した。
帝京大学では、4年時に関東大学春季大会に出場した。
2025年2月3日、ジャパンラグビーリーグワンの日野レッドドルフィンズへ、アーリーエントリーでの加入を発表した。同年3月、帝京大学卒業。